# Chiesa di San Martino Vescovo (Valle di Cadore)
La chiesa di San Martino Vescovo è la parrocchiale di Valle di Cadore, in provincia di Belluno e diocesi di Belluno-Feltre; fa parte della convergenza foraniale di Ampezzo-Cadore-Comelico.

## Storia

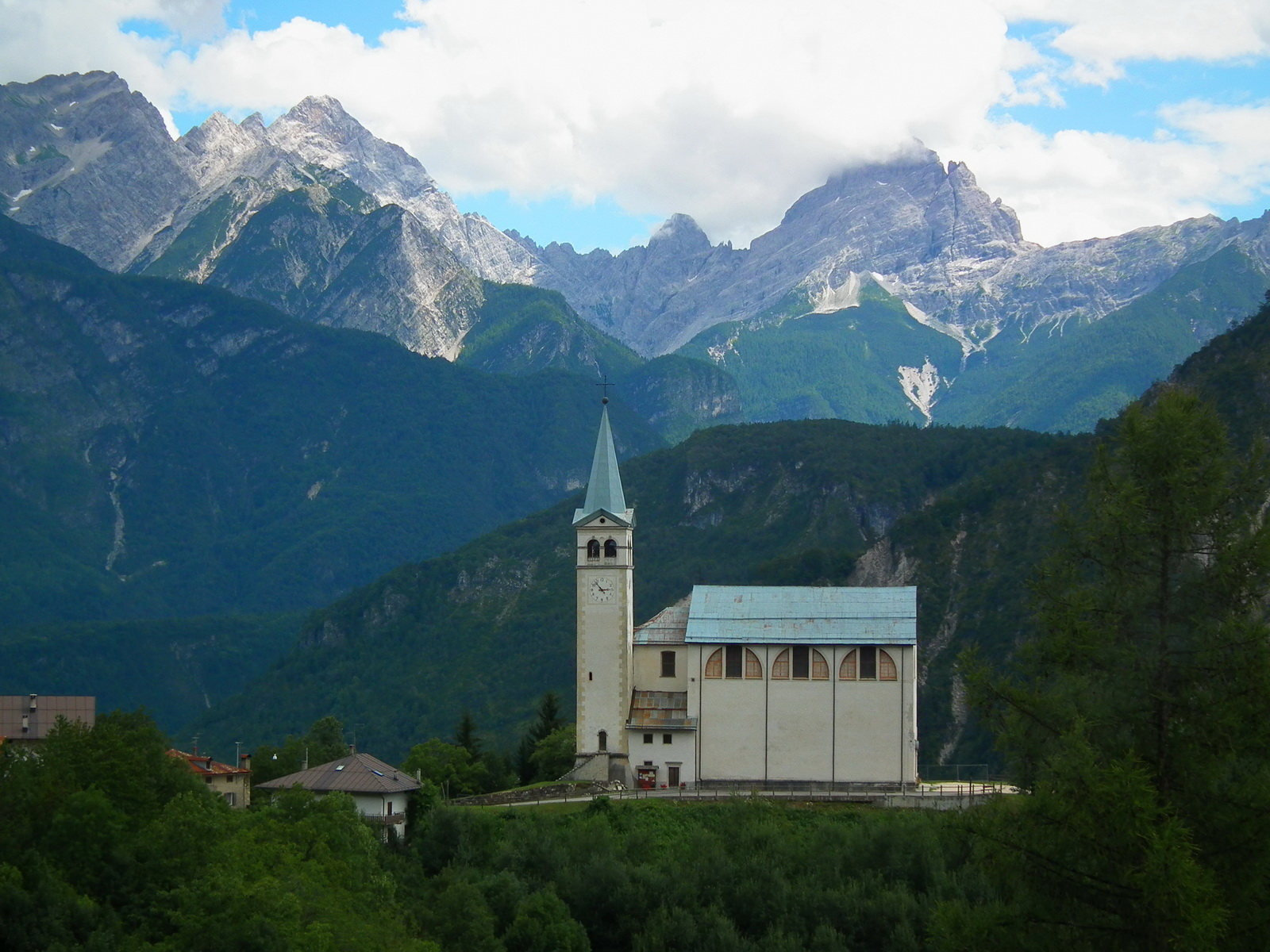
La chiesa domina la vallata

Si sa che Valle di Cadore divenne sede di una pieve il 21 marzo del 1208 con territorio smembrato da quello della pieve di Santa Maria Nascente. La chiesa fu riedificata nel XVI secolo. L'attuale parrocchiale venne costruita tra il 1718 ed il 1719 e consacrata nel 1736; il presbiterio, giudicato pericolante, fu rifatto nel 1873.

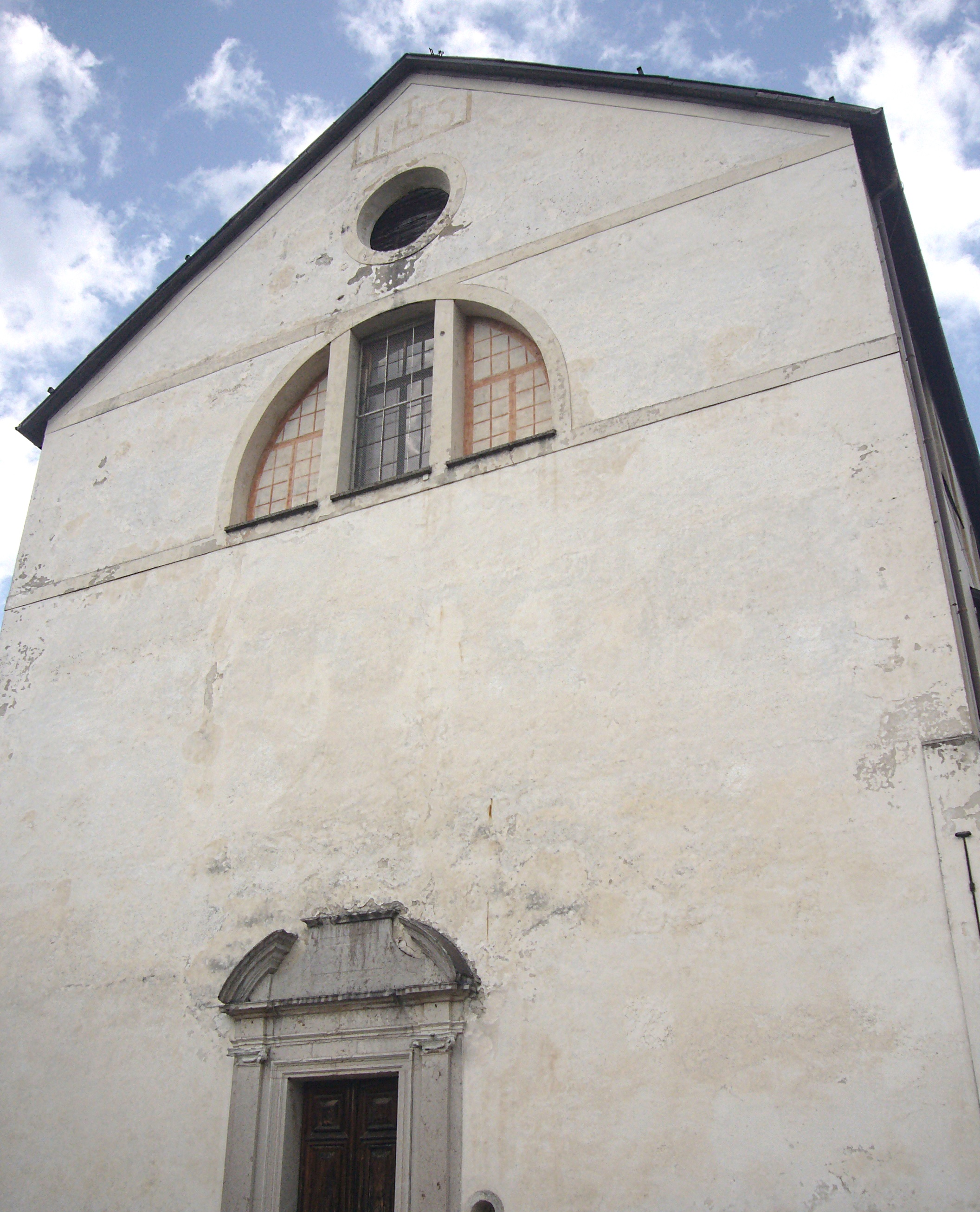
La facciata

Da marzo 2021, la chiesa risulta inagibile a causa dell'accelerazione di un movimento franoso monitorato da tempo.
Dal 1º maggio 2023 la chiesa è nuovamente agibile ed aperta al culto, dopo alcuni lavori di consolidamento.

## Interno
Opere di pregio conservate all'interno della pieve sono l'altare maggiore, ai lati del quale vi sono due statue dei Santi Marco e Lorenzo, dei dipinti di Antonio Bettio, i cui soggetti sono l'Adorazione dei Magi, l'Ultima Cena, San Martino e il povero, una statua di San Michele, una della Madonna col Bambino, scolpita da Giuseppe Stuflesser, ed una di San Giovanni Battista, una pala raffigurante il Transito dei Santi Giuseppe, Giovanni Battista e Gaetano Thiene, l'altare laterale delle Anime, impreziosito da una pala di Antonio Lazzarini con Crocifisso assieme alle Anime del purgatorio, e quello dei Santi Rocco e Sebastiano, sul quale sono collocati dei simulacri delle Virtù Teologali, del Crocifisso, di San Giuseppe, della Madonna della Salute e della Madonna del Rosario.